# Marcel Beaulieu (scénariste)
Pour les articles homonymes, voir Beaulieu et Marcel Beaulieu.
Marcel Beaulieu est un scénariste québécois.

## Biographie
Marcel Beaulieu est un scénariste né en 1952 au Canada. Il commence sa carrière en 1978 en écrivant des pièces radiophoniques pour Radio Canada. Travaillant au Québec, en France et en Europe, il collabore sur plus de quatre-vingt œuvres, avec notamment Léa Pool, Francis Leclerc, Yves Simoneau, Michel Langlois. Il fonde en 1997 un programme d'enseignement du scénario à l'Institut national de l'image et du son (INIS) à Montréal. Il est connu notamment pour Farinelli de Gérard Corbiau, (nommé aux Oscars en 1995 pour le meilleur film étranger et gagnant du Golden Globe du film étranger).

## Filmographie
- 1986 : The Job Offer
- 1986 : Automated Lovers
- 1986 : Anne Trister
- 1987 : Les Fous de Bassan
- 1988 : À corps perdu
- 1988 : Le Chemin de Damas
- 1989 : Dans le ventre du dragon
- 1990 : Un autre homme
- 1990 : Cargo
- 1993 : Doublures
- 1993 : Cap Tourmente
- 1994 : Farinelli
- 1997 : Pondichéry, dernier comptoir des Indes
- 1997 : Marquise
- 1998 : En attendant le vote...
- 1998 : Un hiver de tourmente (TV)
- 2001 : Une jeune fille à la fenêtre
- 2001 : Le Ciel sur la tête
- 2003 : Le Silence de la forêt
- 2004 : Dans l'œil du chat
- 2004 : Mémoires affectives'
- 2009 : Cœur animal
- 2010 : La peur de l'eau
- 2010 : À l'abri de la tempête
- 2010 : En attendant le vote
- 2011 : Cyanure
- 2013 : Fadhma N'Soumer
- 2016 : Divines - script doctor
- 2016 : L'Âme du tigre

## Distinctions et prix
- 2005 : Prix du meilleur scénario pour Mémoires affectives de Francis Leclerc au festival de Namur
- 2004 : Génie du meilleur scénario original pour Mémoires affectives de Francis Leclerc